# Micheil Kawelaszwili
Micheil Kawelaszwili, gruz. მიხეილ ყაველაშვილი, ros. Михаил Гурамович Кавелашвили (ur. 22 lipca 1971 w Bolnisi) – gruziński piłkarz i polityk, od 29 grudnia 2024 prezydent Gruzji.

## Życiorys

### Kariera klubowa
Wychowanek Lokomotiwi Tbilisi. W 1988 rozpoczął karierę piłkarską w wyższoligowym klubie Dinamo Tbilisi, w którym występował przez 7 lat. W 1995 przeszedł do rosyjskiego zespołu Spartak-Ałanija Władykaukaz. W 1996 podpisał kontrakt z angielskim Manchester City F.C. Po tym jak klub spadł z Premier League został wypożyczony do szwajcarskiego Grasshopper Club. Tak jak nie rozegrał wystarczającej ilości meczów w Premier League, nie otrzymał wizy do Anglii i pozostał na kolejne 10 lat w Szwajcarii, gdzie bronił barw klubów FC Zürich, FC Luzern, FC Sion i FC Aarau. W drugiej połowie 2004 roku został wypożyczony do Ałanii Władykaukaz. Latem 2005 został piłkarzem FC Basel. W 2008 zakończył karierę piłkarską w drugiej drużynie FC Zürich.

### Kariera reprezentacyjna
W latach 1991–2002 występował w reprezentacji Gruzji. Łącznie rozegrał 46 meczów, w których strzelił 9 goli.

### Działalność polityczna
W 2016 został wybrany do Parlamentu Gruzji z ramienia rządzącej partii Gruzińskie Marzenie. W 2022 opuścił jego szeregi i współzakładał partię Władza Ludu.   
14 grudnia 2024 został ogłoszony kandydatem Gruzińskiego Marzenia na prezydenta Gruzji w pośrednich wyborach prezydenckich. Tego dnia otrzymał 224 z 300 głosów kolegium elektorskiego Gruzji. Urzędująca prezydent Salome Zurabiszwili ogłosiła, że nie uzna wyboru kolegium i nie opuści urzędu prezydenta.  
29 grudnia 2024 został zaprzysiężony na prezydenta Gruzji. W inauguracji wzięli udział wyłącznie deputowani partii Gruzińskie Marzenie, nie wzięli w niej udziału przedstawiciele opozycji oraz zagraniczni dyplomaci.

## Sukcesy i odznaczenia

### Sukcesy klubowe
- mistrz Gruzji: 1990, 1991, 1992, 1993, 1994, 1995
- mistrz Rosji: 1995
- mistrz Szwajcarii: 1998
- wicemistrz Szwajcarii: 1999, 2006
- zdobywca Pucharu Gruzji: 1992, 1993, 1994, 1995
- zdobywca Pucharu Szwajcarii: 2000
- finalista Pucharu Szwajcarii: 1999

### Sukcesy indywidualne
- wybrany do listy 33 najlepszych piłkarzy roku w Rosji: Nr 1 (1995)
- 6. miejsce w klasyfikacji strzelców Mistrzostw Rosji: 1995